# Superserien för damer 2019
La Superserien för damer 2019 è l'8ª edizione del campionato di football americano femminile di primo livello, organizzato dalla SAFF.
Le Stockholm Mean Machines si sono ritirate poco prima dell'inizio del torneo, perdendo quindi tutti gli incontri 1-0 a tavolino.
A campionato avviato si sono ritirate anche le Jönköping Spartans; anche le loro partite sono state quindi annullate e i risultati portati a sconfitte 1-0 a tavolino, eccezion fatta per gli incontri contro le Mean Machines, considerati pareggi 0-0.

## Squadre partecipanti
| Club                    | Città     | Stadio | Sponsor ufficiale | Risultato nella stagione 2018 |
| ----------------------- | --------- | ------ | ----------------- | ----------------------------- |
| Arlanda Jets            | Märsta    |        |                   |                               |
| Carlstad Crusaders      | Karlstad  |        |                   |                               |
| Jönköping Spartans      | Jönköping |        |                   |                               |
| Örebro Black Knights    | Örebro    |        |                   |                               |
| Stockholm Mean Machines | Stoccolma |        |                   |                               |

## Stagione regolare

### Calendario

#### 1ª giornata
| 6 aprile 2019, ore 14:30 | Jönköping Spartans | 0 – 1 (a tavolino) referto | Arlanda Jets |  |

#### 2ª giornata
| Örebro 13 aprile 2019, ore 12:00 | Örebro Black Knights | 12 – 34 referto | Carlstad Crusaders | Behrn Arena |

| 13-14 aprile 2019 | Stockholm Mean Machines | 0 – 1 (a tavolino) | Arlanda Jets |  |

#### 3ª giornata
| 19-22 aprile 2019 | Stockholm Mean Machines | 0 – 1 (a tavolino) | Örebro Black Knights |  |

| Jönköping 19 aprile 2019, ore 18:00 | Jönköping Spartans | 0 – 1 (a tavolino) referto | Carlstad Crusaders | Rosenlunds IP |

#### 4ª giornata
| Karlstad 28 aprile 2019, ore 12:00 | Carlstad Crusaders | 34 – 16 referto | Arlanda Jets | Klasmossens IP |

#### 5ª giornata
| Märsta 4 maggio 2019, ore 15:00 | Arlanda Jets | 20 – 28 referto | Örebro Black Knights | Midgårdsvallen |

| 4-5 maggio 2019 | Jönköping Spartans | 0 – 0 (a tavolino) | Stockholm Mean Machines |  |

#### 6ª giornata
| Örebro 12 maggio 2019, ore 15:30 | Örebro Black Knights | 1 – 0 (a tavolino) referto | Jönköping Spartans | Behrn Arena |

| 11-12 maggio 2019 | Carlstad Crusaders | 1 – 0 (a tavolino) | Stockholm Mean Machines |  |

#### 7ª giornata
| Örebro 18 maggio 2019, ore 12:00 | Örebro Black Knights | 0 – 8 referto | Arlanda Jets | Behrn Arena |

| 18-19 maggio 2019 | Stockholm Mean Machines | 0 – 1 (a tavolino) | Carlstad Crusaders |  |

#### 8ª giornata
| 26 maggio 2019 | Carlstad Crusaders | 1 – 0 (a tavolino) | Jönköping Spartans |  |

| 25-26 maggio 2019 | Arlanda Jets | 1 – 0 (a tavolino) | Stockholm Mean Machines |  |

#### 9ª giornata
| 1º-2 giugno 2019 | Arlanda Jets | 1 – 0 (a tavolino) | Jönköping Spartans |  |

| 1º-2 giugno 2019 | Örebro Black Knights | 1 – 0 (a tavolino) | Stockholm Mean Machines |  |

#### 10ª giornata
| Karlstad 8 giugno 2019, ore 15:00 | Carlstad Crusaders | 6 – 8 referto | Örebro Black Knights | Tingvalla IP |

| 8-9 giugno 2019 | Stockholm Mean Machines | 0 – 0 (a tavolino) | Jönköping Spartans |  |

#### 11ª giornata
| Märsta 15 giugno 2019, ore 14:00 | Arlanda Jets | 7 – 33 referto | Carlstad Crusaders | Midgårdsvallen |

| 16 giugno 2019 | Jönköping Spartans | 0 – 1 (a tavolino) | Örebro Black Knights |  |

### Classifiche
Le classifiche della regular season sono le seguenti:
- PCT = percentuale di vittorie, G = partite giocate, V = partite vinte, P = partite perse, PF = punti fatti, PS = punti subiti

| Pos. | Squadra                 | PCT  | G | V | N | P | PF  | PS |
| ---- | ----------------------- | ---- | - | - | - | - | --- | -- |
| 1    | Carlstad Crusaders      | .875 | 8 | 7 | 0 | 1 | 111 | 43 |
| 2    | Örebro Black Knights    | .750 | 8 | 6 | 0 | 2 | 52  | 68 |
| 3    | Arlanda Jets            | .625 | 8 | 5 | 0 | 3 | 55  | 95 |
| -    | Jönköping Spartans      | .125 | 8 | 0 | 2 | 6 | 0   | 6  |
| -    | Stockholm Mean Machines | .125 | 8 | 0 | 2 | 6 | 0   | 6  |

## Playoff

### Tabellone
|  | Semifinali | Semifinali           | Semifinali |                      |   | VIII SM-Finalen | VIII SM-Finalen    | VIII SM-Finalen |  |
|  |            |                      |            |                      |   |                 |                    |                 |  |
|  |            |                      |            |                      |   | 1               | Carlstad Crusaders | 14              |  |
|  |            |                      |            |                      |   | 1               | Carlstad Crusaders | 14              |  |
|  |            |                      |            | Örebro Black Knights | 8 |                 |                    |                 |  |
|  | 2          | Örebro Black Knights | 14         | Örebro Black Knights | 8 |                 |                    |                 |  |
|  | 2          | Örebro Black Knights | 14         |                      |   |                 |                    |                 |  |
|  | 3          | Arlanda Jets         | 7          |                      |   |                 |                    |                 |  |

### Semifinale
| Örebro 29 giugno 2019, ore 16:00 | Örebro Black Knights | 14 – 7 | Arlanda Jets | Behrn Arena |

### VIII SM-Finalen
| 6 luglio 2019, ore 15:00 | Carlstad Crusaders | 14 – 8 | Örebro Black Knights | Borås Arena |

## Verdetti
- Carlstad Crusaders Campionesse della Svezia 2019